# Débitmètre à déplacement positif
Un débitmètre à déplacement positif est un type de débitmètre qui nécessite que le fluide déplace mécaniquement des composants dans le compteur pour la mesure du débit. Les débitmètres à déplacement positif (PD) mesurent le débit volumétrique d'un fluide ou d'un gaz en mouvement en divisant le milieu en volumes mesurés fixes (incréments finis ou volumes du fluide). Une analogie de base serait de tenir un seau sous un robinet, de le remplir jusqu'à un niveau défini, puis de le remplacer rapidement par un autre seau et de chronométrer la vitesse à laquelle les seaux se remplissent (ou le nombre total de seaux pour le débit "totalisé"). Avec une compensation appropriée de la pression et de la température, le débit massique peut être déterminé avec précision.

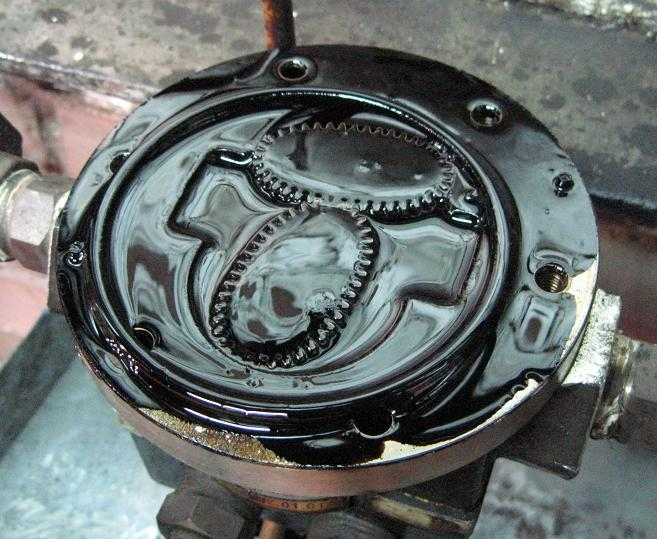
Un débitmètre à déplacement positif de type engrenage ovale. Le fluide force la rotation des engrenages engrenés ; chaque rotation correspond à un volume fixe de fluide. Le comptage des révolutions totalise le volume.

Ces dispositifs consistent en une ou plusieurs chambres qui obstruent le flux du milieu et un mécanisme rotatif ou alternatif qui permet le passage de quantités de volume fixe. Le nombre de parcelles qui passent à travers la chambre détermine le volume du milieu. La vitesse de rotation ou d'oscillation détermine le débit. Il existe deux types de base de débitmètres à déplacement positif. Les systèmes ou transducteurs de capteurs seuls sont des dispositifs de type interrupteur qui fournissent des sorties électroniques pour des processeurs, des contrôleurs ou des systèmes d'acquisition de données.
Les systèmes de capteurs complets offrent des capacités supplémentaires telles qu'un affichage intégré et/ou une interface utilisateur. Pour les deux types de débitmètres à déplacement positif, les spécifications de performance incluent le débit minimum et maximum mesurable, la pression de fonctionnement, la plage de température, la viscosité maximale admissible du matériau, la taille de la connexion et la précision en pourcentage (généralement en pourcentage de la lecture réelle, non à pleine échelle). Les fournisseurs indiquent si les dispositifs sont conçus pour mesurer un fluide ou un gaz.

## Types

### Débitmètre à vis
Un débitmètre à vis est composé d'un ensemble de vis (également appelées broches) qui forment, avec la structure interne du boîtier du débitmètre, une chambre de mesure. La vis se met en rotation grâce au milieu passant à travers l'appareil, qui est ensuite transféré par les dites vis d'une extrémité à l'autre de l'appareil de mesure. Pour ce faire, la chute de pression est essentielle et considérée comme un "mal nécessaire". Cette rotation peut ensuite être enregistrée par un capteur qui, combiné à l'unité de traitement (logiciel et matériel), sera capable de délivrer une mesure en fonction du débit, de la viscosité et de la taille de la chambre de mesure.
Les débitmètres à vis sont bien reconnus pour leur excellente linéarité (±0,001 %),, leur excellente répétabilité (jusqu'à 0,006 %) et leur précision (±0,1 %),. Ils ont la propension à être utilisés comme référence et/ou norme métrologique internationale par les instituts métrologiques, en raison de leurs caractéristiques exceptionnelles et de leur fiabilité. Grâce aux débitmètres à vis, les instituts métrologiques publics et indépendants du monde entier peuvent comparer leurs travaux respectifs, leurs installations, étalonner d'autres débitmètres (par exemple, le comptage principal) ou comparer les performances des débitmètres selon différents principes de mesure,,,.

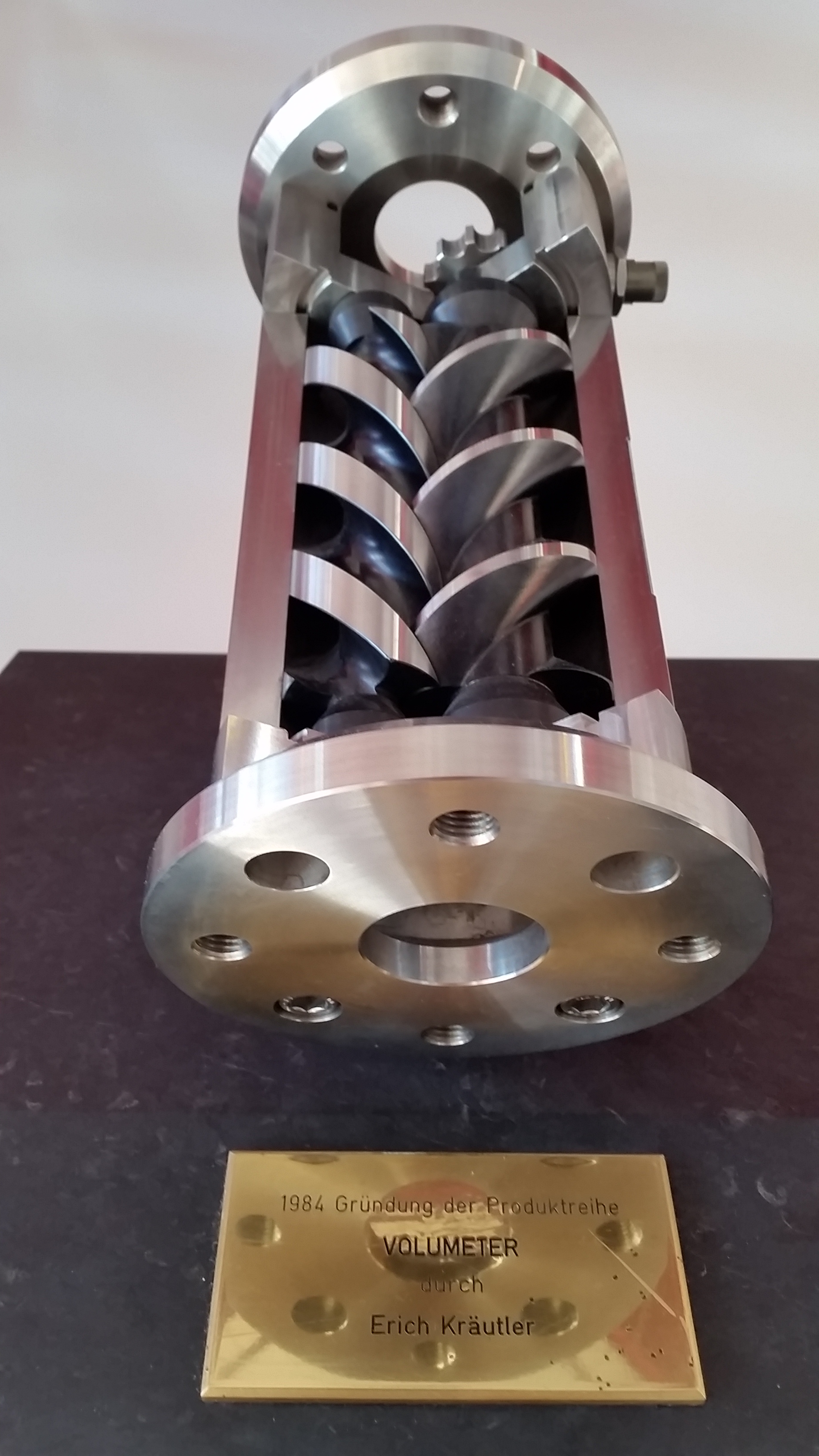
Le premier débitmètre à vis à déplacement positif. Un débitmètre KRAL.

Liste des instituts métrologiques publics et indépendants utilisant des débitmètres à vis comme référence et/ou norme internationale,,:
- Australie
- Autriche
- Belgique
- Canada
- République tchèque
- Danemark
- France
- Allemagne
- Japon
- Mexique
- Écosse
- Suède
- Suisse
- Taïwan R.O.C.
- Pays-Bas
- Royaume-Uni
- Vietnam

### Piston alternatif ou oscillant
Chaque piston est actionné mécaniquement ou magnétiquement pour remplir un cylindre avec le fluide, puis décharger le fluide. Chaque course représente une mesure finie du fluide (peut être un dispositif à piston unique ou multiple).

### Engrenage
Les débitmètres à engrenages reposent sur la rotation d'engrenages internes lorsque le fluide les traverse. Il existe différents types de débitmètres à engrenages nommés principalement en fonction de la forme des composants internes
Engrenage ovaleDeux engrenages ovales rotatifs avec des dents synchronisées "poussent" une quantité finie de fluide à travers le compteur à chaque révolution.
Avec les débitmètres à engrenages ovales, deux engrenages ou rotors ovales sont montés à l'intérieur d'un cylindre. À mesure que le fluide s'écoule à travers le cylindre, la pression du fluide fait tourner les rotors. À mesure que le débit augmente, la vitesse de rotation des rotors augmente également.
Engrenage hélicoïdalLes débitmètres à engrenages hélicoïdaux tirent leur nom de la forme de leurs engrenages ou rotors. Ces rotors ressemblent à la forme d'une hélice, qui est une structure en spirale. À mesure que le fluide traverse le compteur, il entre dans les compartiments des rotors, provoquant la rotation des rotors. Le débit est calculé à partir de la vitesse de rotation.

### Disque nutant
Un disque monté sur une sphère est "oscillé" autour d'un axe par le flux de fluide et chaque rotation représente une quantité finie de fluide transféré.
Un débitmètre à disque nutant a un disque rond monté sur une broche dans une chambre cylindrique. En suivant les mouvements de la broche, le débitmètre détermine le nombre de fois que la chambre piège et vide le fluide. Ces informations sont utilisées pour déterminer le débit.

### Aubes rotatives
Un impulseur rotatif contenant deux ou plusieurs aubes divise les espaces entre les aubes en volumes discrets et chaque rotation (ou passage d'aube) est comptée.
Débit = volume de la chambre de mesure × RPM × 4

### Diaphragme
Le fluide est aspiré dans le côté d'entrée d'un diaphragme oscillant, puis expulsé vers la sortie. Les cycles d'oscillation du diaphragme sont comptés pour déterminer le débit.

## Avantages et considérations
Les débitmètres à déplacement positif sont très précis et ont un rapport de réduction élevé. Ils peuvent être utilisés dans des fluides très visqueux, sales et corrosifs et ne nécessitent essentiellement aucune longueur droite de tuyau pour le conditionnement du flux de fluide, bien que la chute de pression puisse poser problème. Ils sont largement utilisés dans le transfert de garde des huiles et des fluides liquides (essence) et sont appliqués pour la mesure du gaz naturel et de l'eau dans les foyers résidentiels. Un compteur à diaphragme, avec lequel la plupart des foyers sont équipés, est un exemple de débitmètre à déplacement positif. Ce type de compteur est attrayant dans certaines applications de transfert de garde où il est essentiel que la mesure soit fonctionnelle pour que tout flux ait lieu.
Les débitmètres à déplacement positif, avec des joints internes d'essuyage, produisent la pression différentielle la plus élevée (et par conséquent la plus grande perte de charge de pression) de tous les types de débitmètres. Les compteurs qui reposent sur un joint liquide créent une perte de pression relativement faible.
Les débitmètres à déplacement positif (PD) peuvent mesurer à la fois les liquides et les gaz. Comme les débitmètres à turbine, les débitmètres PD fonctionnent mieux avec des liquides et des gaz propres, non corrosifs et non érosifs, bien que certains modèles tolèrent certaines impuretés. En raison de leur haute précision, les débitmètres PD sont largement utilisés dans les résidences pour mesurer la quantité de gaz ou d'eau utilisée. D'autres applications incluent : injection chimique, mesure de carburant, bancs d'essai de précision, haute pression, tests hydrauliques, et applications de précision similaires.
Certains modèles exigent que seul un fluide lubrifiant soit mesuré, car les rotors sont exposés au fluide. Les débitmètres PD diffèrent des débitmètres à turbine en ce qu'ils gèrent bien les liquides de viscosité moyenne et élevée. Pour cette raison, ils sont souvent utilisés pour mesurer le flux de fluide hydrauliques. Comparés aux plaques d'orifice, les débitmètres PD nécessitent très peu de tuyauterie amont droite puisqu'ils ne sont pas sensibles à une distribution inégale du flux à travers la surface du tuyau. Les débitmètres à déplacement positif peuvent offrir une meilleure précision relative à faibles débits que les débitmètres à plaque d'orifice. Cependant, un débitmètre à déplacement positif peut être considérablement plus lourd et plus coûteux que les types non à déplacement positif tels que les plaques d'orifice, les débitmètres magnétiques ou débitmètres à vortex.